# Восточные миссии

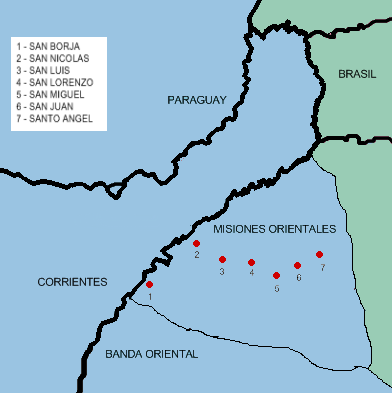
Карта Восточных миссий

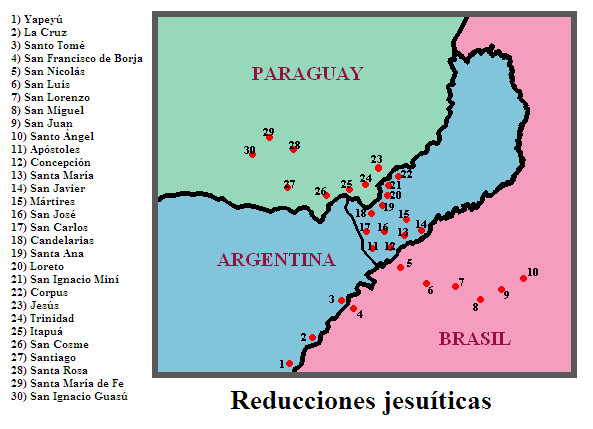
Общая карта иезуитских редукций

Восточные миссии (исп. Misiones Orientales, испанское произношение: [miˈsjones oɾjenˈtales]; также Sete Povos das Missões/Siete Pueblos de las Misiones (португальское произношение: [ˈsɛtʃi ˈpɔvuz dɐz miˈsõjs], Семь Народов Миссий)) — общее название семи редукций, основанных иезуитами в XVII—XVIII вв. на восточном берегу реки Уругвай, на территории современного штата Риу-Гранди-ду-Сул в юго-западной части Бразилии.

## История
Семь восточных миссий возникли в рамках строительства иезуитских редукций в парагвайской провинции ордена иезуитов в период между 1609 и 1756 годами.
Со времени строительства первой редукции в 1609 году и вплоть до конца XVIII века образование иезуитов, по оценкам некоторых историков, представляло собой социальное республиканское государство, в котором был установлен режим социальной справедливости. Испанский король был только формальным владетелем этих территорий. Восточные миссии существовали как почти полностью независимая территория, которая управлялась членами монашеского ордена иезуитов.
В 1750 году после Мадридского договора территория Восточных миссий перешла к Португалии, семь редукций должны были быть демонтированы и переведены на испанский берег реки Уругвай. Гуарани, проживавшие на этой территории, отказались переселяться, что привело к войне семи редукций, в которой победили объединённые силы Испании и Португалии.
В 1777 году после Первого договора в Сан-Ильдефонсо территория Восточных миссий возвратилась к Испании. В 1801 году после Бадахосского мирного договора снова отошла к Португалии. Территория Восточных миссий стала частью Бразилии после провозглашения в 1822 году независимости от Португалии.

## Список редукций
- Санто-Анжело;
- Сан-Франциско-де-Боржа;
- Сан-Лоренцо-Мартир;
- Сан-Луис-Гонзага;
- Сан-Мигел;
- Сан-Николас;
- Сан-Хуан-Баутиста.